# Военный крест (Франция)
Военный крест (фр. Croix de guerre) — крест за военные заслуги Франции, учреждённый президентом Раймоном Пуанкаре 8 апреля 1915 года, во время Первой мировой войны.

## Общие сведения
Французский Военный крест был учреждён для награждения как военных (офицеров, унтер-офицеров, солдат, целых воинских подразделений), так и гражданских лиц, особо отличившихся в военное время. Награды этой могли удостоиться также и иностранные граждане.
На ленточке креста прикреплялись звёздочки различных цветов, в зависимости от того, каким приказом произведено награждение: приказом по бригаде — бронзовая звёздочка, по дивизии — серебряная, по корпусу — позолоченная; если же приказ отдан по армии — на ленточке прикреплялась пальмовая ветвь. Военный крест выдавался только при первом награждении, а повторные отмечались лишь дополнительными звёздочками или пальмовыми ветвями.
Военный крест различается четырёх видов.

### Военный крест 1914—1918 годов
На обороте креста указаны год начала войны и год награждения — 1914–1915, 1914–1916, 1914–1917 или 1914–1918. Лента — зелёная с пятью красными полосами.

### Военный крест иностранных театров военных действий
Учреждён 30 апреля 1921 года. Этим крестом первоначально награждались участники колониальной войны в Марокко. Военный крест иностранных театров военных действий вручался французским военным и позднее, вплоть до настоящего времени — в частности, за участие в корейской войне, за боевые операции в Косово и в Ираке (1991).

### Военный крест 1939—1945 годов
Этот Военный крест был учреждён 26 сентября 1939 года. Как и Военный крест 1914—1918 годов, на самом кресте указан год награждения — от 1939 до 1945. Лента — красная с четырьмя зелёными полосами. Правительство Виши для своих награждений использовало зелёную ленту, схожую с лентой креста 1914—1918 годов, но не с красными, а с чёрными полосками. После свержения режима Виши ношение этой ленты было запрещено.

#### Военный крест легионеров ЛФВ
Военный крест Легиона французских добровольцев против большевизма был учреждён 18 июля 1942 года коллаборационистским правительством Виши. Им награждались воевавшие на стороне гитлеровской Германии члены Французского легиона. Первое награждение этим военным крестом имело место 27 августа 1942 года во дворе парижского Дома инвалидов. После свержения во Франции правительства Виши ношение этого Военного креста было запрещено (с 7 января 1944 года). Военный крест легионеров украшен сверху лавровым венком с сидящим на нём и смотрящим влево орлом. На груди орла — щит с надписью «FRANCE».

## Описание
Знак отличия представляет собой бронзовый крест, по углам которого находятся два скрещенных меча. На медальоне в центре креста — повёрнутая в левую сторону голова Марианны и надпись на ободке: «RÉPUBLIQUE FRANÇAISE». Крест носится на соответствующей ленте, на левой стороне груди.
В зависимости от значимости совершённых действий, приказ с описанием подвига, дававший право на получение креста, объявлялся на разном уровне военной власти. При этом на ленту креста крепится соответствующий отличительный знак:
бронзовая звезда — в случае приказа по полку или бригаде (плавединице, дивизиону, авиагруппе или эскадрилье подводных лодок в ВМФ, авиабригаде в ВВС);
серебряная звезда — в случае приказа по дивизии (эскадре, флотилии в ВМФ, авиадивизии в ВВС);
позолоченная звезда — в случае приказа по армейскому корпусу (флоту в ВМФ, авиакорпусу в ВВС);
бронзовая пальмовая ветвь — в случае приказа по армии (по флоту, по воздушной армии, по Национальной жандармерии);
серебряная пальмовая ветвь — заменяет собой пять бронзовых ветвей.

## Иллюстрации

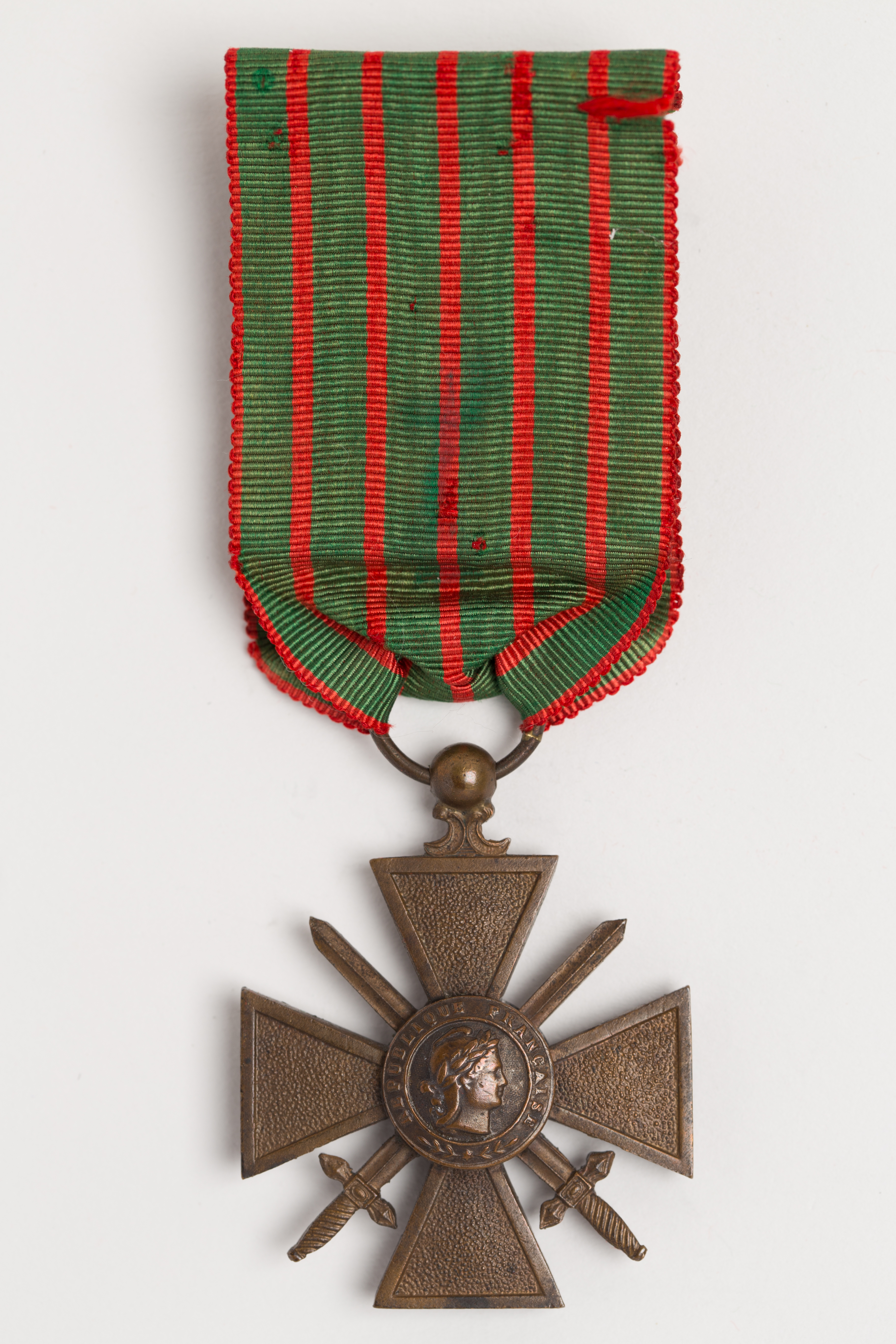
Военный крест 1914—1918 (аверс)
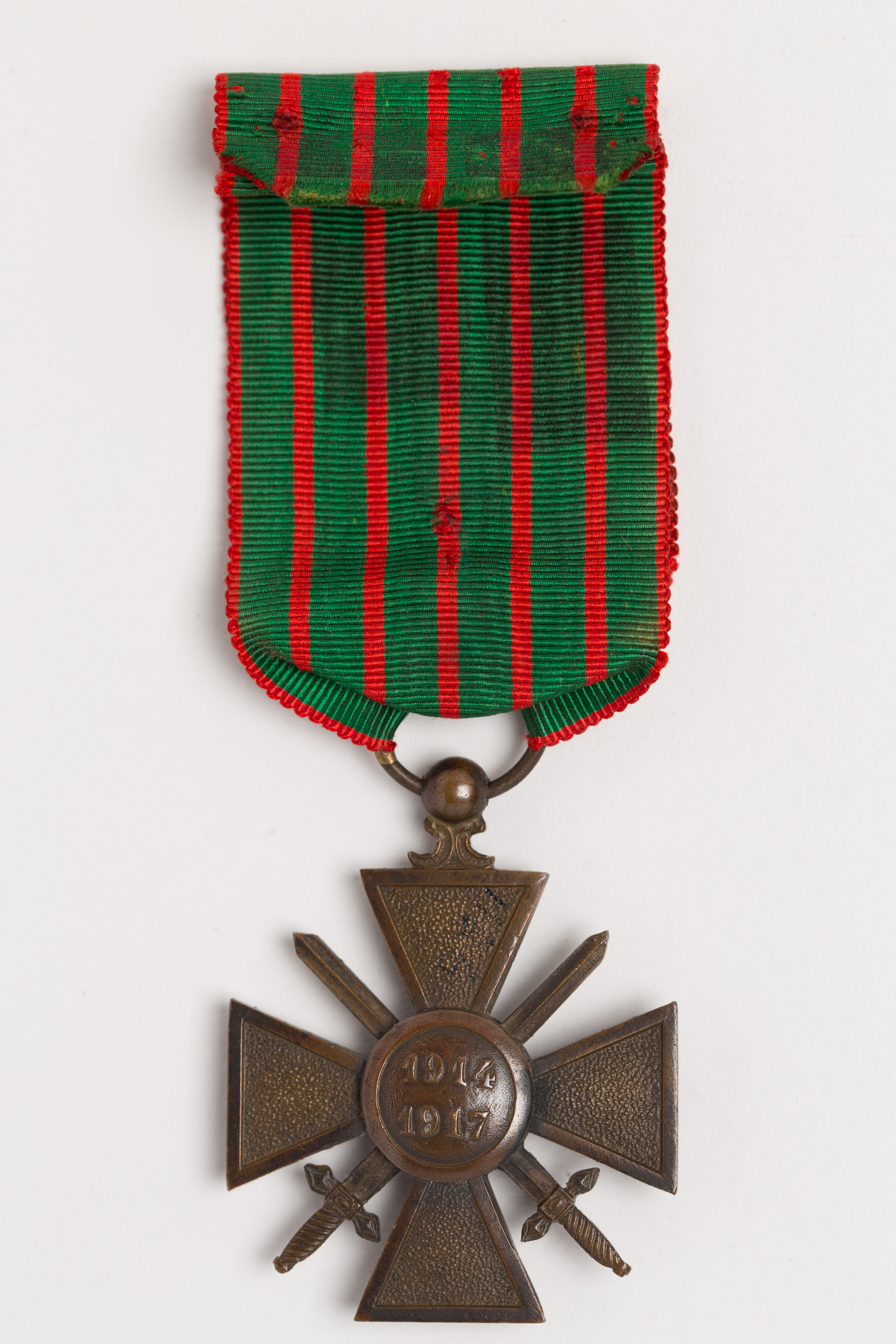
Военный крест 1914—1918 (реверс)
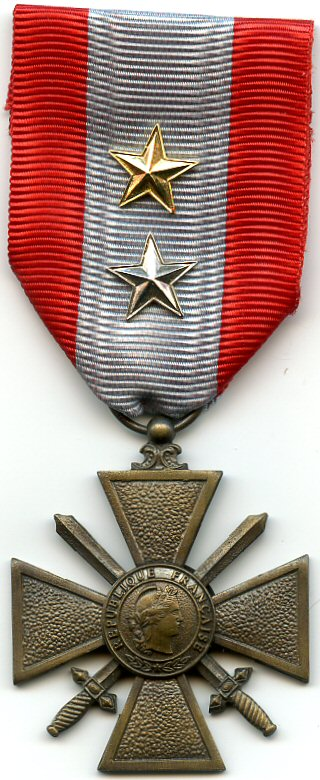
Военный крест иностранных театров военных действий
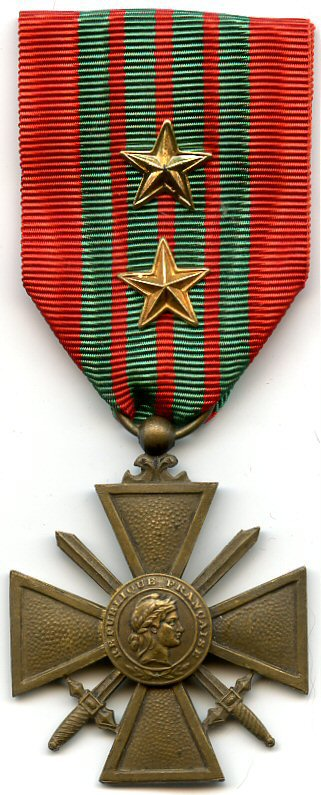
Военный крест 1939—1945
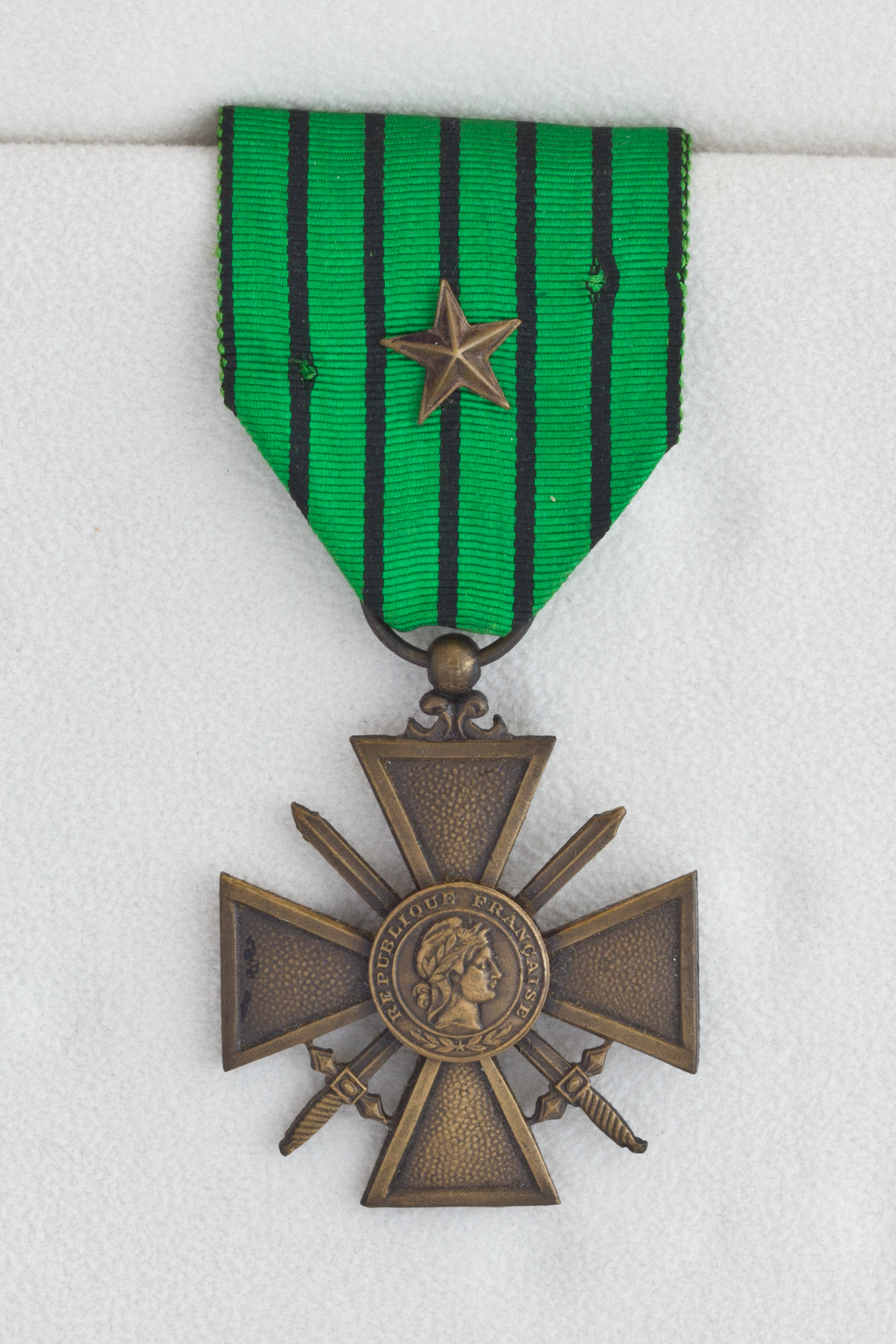
Военный крест 1939—1945 правительства Виши
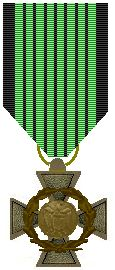
Военный крест легионеров ЛФВ (реконструкция)
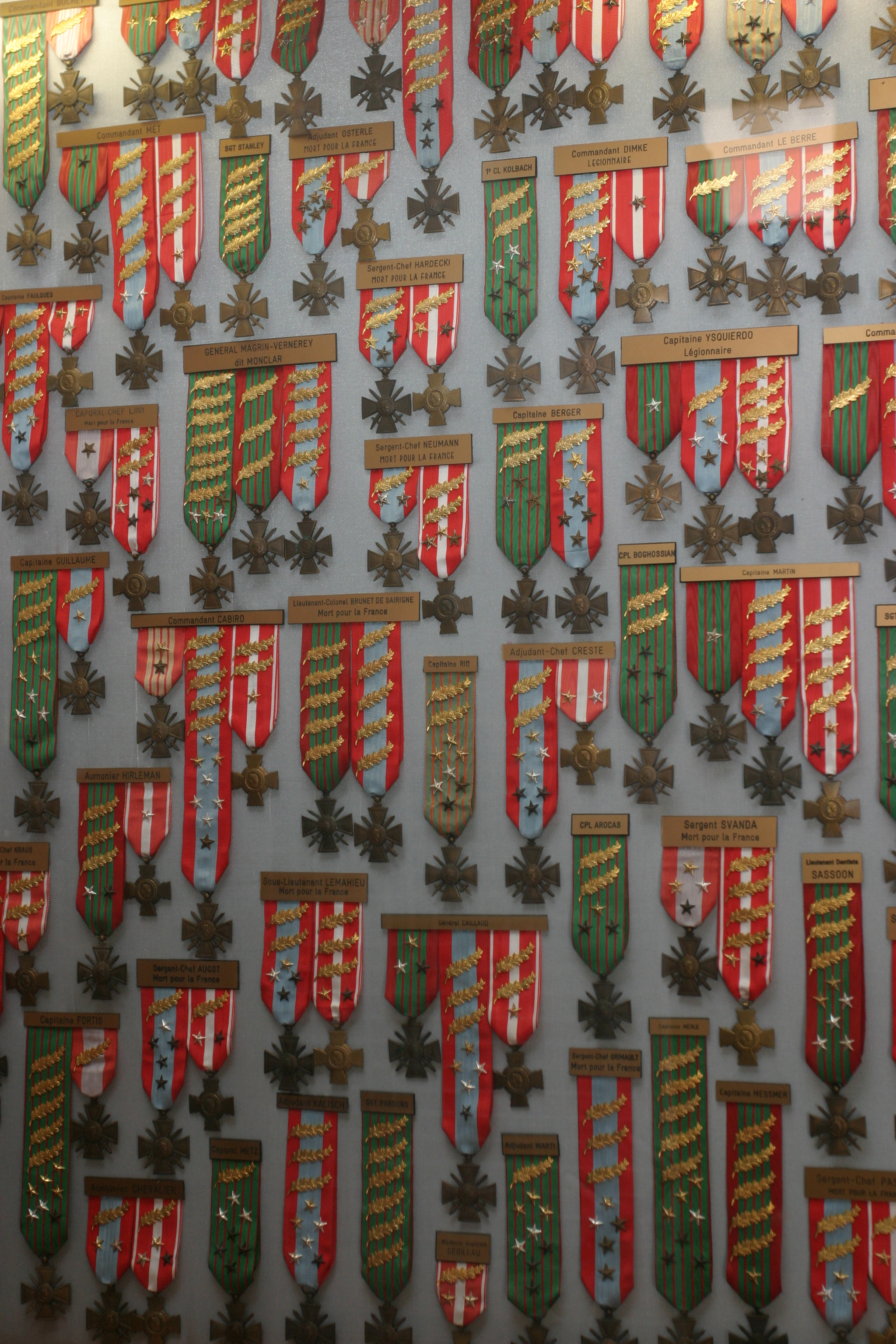
Экспозиция наград многократно награждённых легионеров Иностранного легиона